# Ями (археологічна стоянка)
Ями — археологічна стоянка кам'яної доби, розташована у села Ями Сватівського району Луганської області у верхів'ї річки Красна (притока Сіверського Дінця).
Досліджували у 1977 році Микола Тарасенко і К. Красильников, 1980 і 1982 — О.Кротова.
Датується середнім періодом пізнього палеоліту.
Культурний шар товщиною 0,1—0,2 м залягав у суглинку на глибині 1,6—1,7 м, концентрувався у вигляді плями зі слідами вогнища в центрі та включав крем'яні вироби, фрагменти кісток тварин, червону та жовту вохру.
Розцінюється як господарсько-побутовий комплекс зі слідами розколювання кременю, виготовлення та використання крем'яних знарядь. Пам'ятка інтерпретується як базовий сезонний табір мисливців на коня та бізона.
Належить до граветської культурно-технологічної традиції обробки кременю, конкретні аналогії знаходить у комплексах стоянок центру Східноєвропейської рівнини — Гагарино, Супонєво.